# Carl Van Vechten
Carl Van Vechten (17. juni 1880 i Cedar Rapids, Iowa – 21. december 1964 i New York City) var en amerikansk fotograf og forfatter.
Van Vechten blev uddannet i 1903 fra University of Chicago. Han flyttede tre år senere til New York City. I 1914 blev han gift med skuespilleren Fania Marinoff.
Han kendte mange af 1920'ernes sorte kunstnere i Harlem. Perioden kendes som Harlem Renaissance, og en af Van Vechtens mest kendte romaner, Nigger Heaven, der udkom i 1926, udspiller sig i Harlem. 
Carl Van Vechten fotograferede nogle af tidens største navne, bl.a. Ella Fitzgerald, Marlon Brando og Salvador Dali.
25 år efter hans død blev en del af hans private gemmer afsløret; en række avisudklip og billeder relateret til homoseksualitet.. 

## Galleri
- Arthur Schwartz, 1933
- Cesar Romero, 1934
- Gertrude Stein, 1935
- Giorgio de Chirico, 1936
- Fernand Léger, 1936
- John Gielgud som Richard II, 1936
- Orson Welles, 1937
- Anna May Wong, 1939
- Albert C. Barnes, 1940
- W. C. Handy, 1941
- Marlon Brando, 1948
- Billie Holiday, 1949
- Harry Belafonte, 1954
- Ben Gazzara, 1955
- Robert Morse, 1958
- Christopher Plummer, 1959
- Karen von Blixen-Finecke, 1959
- Truman Capote, 1948
- Gore Vidal, 1948
- Dizzy Gillespie, 1955